# Моріс Рішар
Жозе́ Анрі́ Морі́с Ріша́р (фр. Joseph Henri Maurice Richard; *4 серпня 1921, Монреаль—†27 травня 2000, там само) — канадський хокеїст. В Національній хокейній лізі всю свою кар'єру (з 1942 по 1960 рік) провів в одному клубі — «Монреаль Канадієнс».  Володар восьми Кубків Стенлі (1944, 1946, 1953, 1956—1960).
Перший гравець НХЛ, який забив у одному сезоні 50 голів (1944–1945); до того ж він закинув їх у 50 матчах. З тих пір цей показник вважається еталоном для снайпера. У 1947 році отримав «Гарт Трофі», як найціннішому гравцеві сезону. Усього в 978 матчах регулярного сезону НХЛ Рішар забив 544 шайби і віддав 421 передачу; в 133 матчах плей-оф — 82 шайби і 44 передачі. 14 разів брав участь у матчі «Всіх зірок», у тому числі 8 разів — у складі першої команди. Першим досяг рубежу в 500 закинутих шайб.
У складі «Монреаль Канадієнс» свого часу грав і молодший брат Моріса — Анрі Рішар.
24 січня 1999 року, віддаючи данину поваги Морісу, клуб «Монреаль Канадієнс» заснував трофей «Трофей Моріса Рішара», яким тепер щорічно нагороджується найкращий снайпер регулярного сезону.
В 2000 році, у віці 78 років, Моріс Рішар, на прізвисько «Ракета», помер від раку.

## Статистика
| Сезон     | Клуб               | Ліга      | Регулярна першість | Регулярна першість | Регулярна першість | Регулярна першість | Регулярна першість | Плей-оф | Плей-оф | Плей-оф | Плей-оф | Плей-оф |
| Сезон     | Клуб               | Ліга      | І                  | Г                  | П                  | О                  | ШХ                 | І       | Г       | П       | О       | ШХ      |
| --------- | ------------------ | --------- | ------------------ | ------------------ | ------------------ | ------------------ | ------------------ | ------- | ------- | ------- | ------- | ------- |
| 1942–43   | Монреаль Канадієнс | НХЛ       | 16                 | 5                  | 6                  | 11                 | 4                  | —       | —       | —       | —       | —       |
| 1943–44 * | Монреаль Канадієнс | НХЛ       | 46                 | 32                 | 22                 | 54                 | 45                 | 9       | 12      | 5       | 17      | 10      |
| 1944–45   | Монреаль Канадієнс | НХЛ       | 50                 | 50                 | 23                 | 73                 | 46                 | 6       | 6       | 2       | 8       | 10      |
| 1945–46 * | Монреаль Канадієнс | НХЛ       | 50                 | 27                 | 21                 | 48                 | 50                 | 9       | 7       | 4       | 11      | 15      |
| 1946–47   | Монреаль Канадієнс | НХЛ       | 60                 | 45                 | 26                 | 71                 | 69                 | 10      | 6       | 5       | 11      | 44      |
| 1947–48   | Монреаль Канадієнс | НХЛ       | 53                 | 28                 | 25                 | 53                 | 89                 | —       | —       | —       | —       | —       |
| 1948–49   | Монреаль Канадієнс | НХЛ       | 59                 | 20                 | 18                 | 38                 | 110                | 7       | 2       | 1       | 3       | 14      |
| 1949–50   | Монреаль Канадієнс | НХЛ       | 70                 | 43                 | 22                 | 65                 | 114                | 5       | 1       | 1       | 2       | 6       |
| 1950–51   | Монреаль Канадієнс | НХЛ       | 65                 | 42                 | 24                 | 66                 | 97                 | 11      | 9       | 4       | 13      | 13      |
| 1951–52   | Монреаль Канадієнс | НХЛ       | 48                 | 27                 | 17                 | 44                 | 44                 | 11      | 4       | 2       | 6       | 6       |
| 1952–53 * | Монреаль Канадієнс | НХЛ       | 70                 | 28                 | 33                 | 61                 | 112                | 12      | 7       | 1       | 8       | 2       |
| 1953–54   | Монреаль Канадієнс | НХЛ       | 70                 | 37                 | 30                 | 67                 | 112                | 11      | 3       | 0       | 3       | 22      |
| 1954–55   | Монреаль Канадієнс | НХЛ       | 67                 | 38                 | 36                 | 74                 | 125                | —       | —       | —       | —       | —       |
| 1955–56 * | Монреаль Канадієнс | НХЛ       | 70                 | 38                 | 33                 | 71                 | 89                 | 10      | 5       | 9       | 14      | 24      |
| 1956–57 * | Монреаль Канадієнс | НХЛ       | 63                 | 33                 | 29                 | 62                 | 27                 | 10      | 8       | 3       | 11      | 8       |
| 1957–58 * | Монреаль Канадієнс | НХЛ       | 28                 | 15                 | 19                 | 34                 | 28                 | 10      | 11      | 4       | 15      | 10      |
| 1958–59 * | Монреаль Канадієнс | НХЛ       | 42                 | 17                 | 21                 | 38                 | 27                 | 4       | 0       | 0       | 0       | 2       |
| 1959–60 * | Монреаль Канадієнс | НХЛ       | 51                 | 19                 | 16                 | 35                 | 50                 | 8       | 1       | 3       | 4       | 2       |
| НХЛ разом | НХЛ разом          | НХЛ разом | 978                | 544                | 421                | 965                | 1285               | 133     | 82      | 44      | 126     | 188     |

* сезони, під час яких хокеїстом було виграно Кубок Стенлі